# Адміралті (національна пам'ятка)

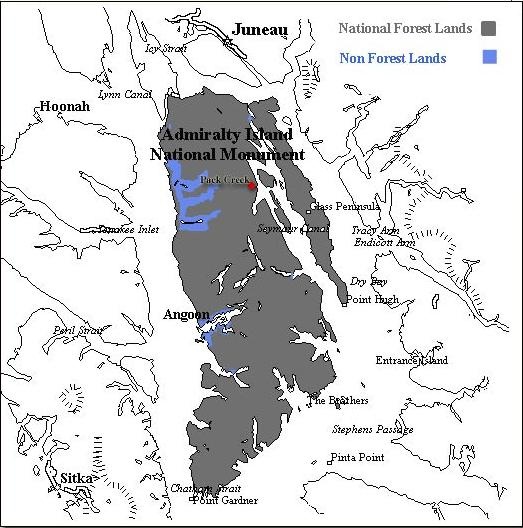
Карта пам'ятки

Національна пам'ятка острів Адміралті — це національна пам'ятка США, розташована на Адміралтейському острові на південному сході Аляски; є частиною Національного лісу Тонгасс. Створена 1 грудня 1978 року і займає площу 3868   км². Віддаленість пам'ятки посприяла тому, що рішенням Конгресу майже всю її площу взято під охорону як дику природу Куцнуву, завдяки чому вона назавжди захищена від забудови. Пам'ятник перебуває у віданні Служби лісів США й управляється з офісу в Джуно.[джерело?]
У рослинності дощових лісів пам'ятки домінують західна тсуга, ситхінська ялина та туя велетенська; тут вдосталь водиться бурого ведмедя, білоголових орланів, багато видів лосося, китів, оленів. Тут більше бурих ведмедів, ніж у всіх 48 континентальних штатах, і одна з найвищих щільностей білоголових орланів у світі.
До культурних ресурсів належать залишки рибних консервних заводів, китобійних станцій та хатин шахтарів, що свідчать про ранню історію розвитку острова.
Національна пам'ятка є священним місцем племені ангонів народу тлінкітів, які живуть на племінних землях у громаді Ангуна на західному узбережжі острова. Тлінкіти боролися за те, щоб захист острова став частиною законодавства ANILCA (охорона природних та культурних територій Аляски різного типу), та продовжують наглядати за природними ресурсами острова. Більшість жителів Ангуна користуються ресурсами національної пам'ятки для щоденного прожиття. 32-кілометровий маршрут впоперек острова є популярним місцем для катання на байдарках і каяках і проходить через ряд озер, струмків і волоків, з кількома хатинами та притулками на шляху. Сучасний маршрут був прокладений і побудований Цивільним корпусом охорони довкілля у 1930-х роках, але проходить він шляхом, що давно використовувався місцевими жителями острова для полювання, риболовлі та торгівлі.
Шахта Greens Creek — підземна шахта срібла, золота, цинку та свинцю, розташована на північно-західному кінці острова, в межах національної пам'ятки, але поза зоною дикої природи. Почала працювати у 1989 році.